# Aleteu
Aleteu de Burgúndia —Aléthée en francès, Aletheus en llatí— (? - 616), va ser patrici de Burgúndia i membre de la dinastia reial burgúndia. Va ser jutjat i va ser executat per ordre de Clotari II després de rebel·lar-se. L'historiador Maurice Chaume assenyala que la crònica de Fredegari en fa un descendent dels antics reis burgundis «regio genere de Burgundionibus», i de fet un descendent de Godomar III i de Willibald o Guillebald, rei i màrtir el 10 o 11 de maig, i pare del patrici Willibald. Apareix per primer cop el 613 conjuntament amb tres ducs anomenats Rocco, Sigoaldus i Eudila, al costat del majordom del palau Warnacari II que conspirava contra la reina Brunequilda. Alguns any després de la mort de Brunequilda, amb l'ajuda del bisbe Leudemond de Sion i el comte ultrajurà Herpí, Aleteu va intentar en va enderrocar a Clotari II. Volia fins i tot repudiar la seva dona i casar-se amb la reina Bertruda, Aleteu fou jutjat i després executat tot seguit.